# Mátrakeresztes
Mátrakeresztes egykor önálló község a Mátra nyugati hegyvonulatai között, 1984 óta Pásztóhoz tartozik. Korábbi neve Alsóhuta. A 373 fő lakosságú településen keresztül halad a 2408-as mellékút, amely a Magas-Mátra településeit kapcsolja össze a 10 km-re fekvő Zagyva völgyében elhelyezkedő Pásztóval és a 21-es főúttal. A falu központjában egyesül a Csörgő- és a Nagy-völgyi-patak, találkozásukból jön létre a Kövecses-patak. 
Mátrakeresztes nevezetessége a hagyományos fakanálkészítés, amely ma is élő gazdasági tevékenység. A 360–480 m magasságban elterülő falu kedvelt kirándulócélpont erdei környezetének és hegyvidéki mikroklímájának köszönhetően. 

## Története

### Őskor és középkor
A Mátra környező területei már az őskorban is lakottak voltak, erről tanúskodnak a 754 m magas Óvár sáncai. A hatalmas kiterjedésű, 40 hektáros erődítmény 3 km hosszú bronzkori sáncait a Kyjatice-kultúra lakói építették fel. A vár két részre tagolódik, a nagyobb kiterjedésű alsóvárra és kisebb, magasabban fekvő fellegvárra. A helyszínt a honfoglalást megelőző időszakban avarok lakták, majd a 13. században a magyar királyok az őskori fellegvár sáncaira 1370 méter hosszú kőfalat húztak fel. Az erődítményt a Rátót család birtokolta és feladata a Mátrai hadiút felügyelete, valamint a szomszédos Ágasvár támogatása volt. Annak ellenére, hogy a korabeli Magyarország legnagyobb területű vára volt, csak kevés forrás maradt fenn róla, régészeti feltárásokat még nem végeztek a helyszínen.

### A falu modern története

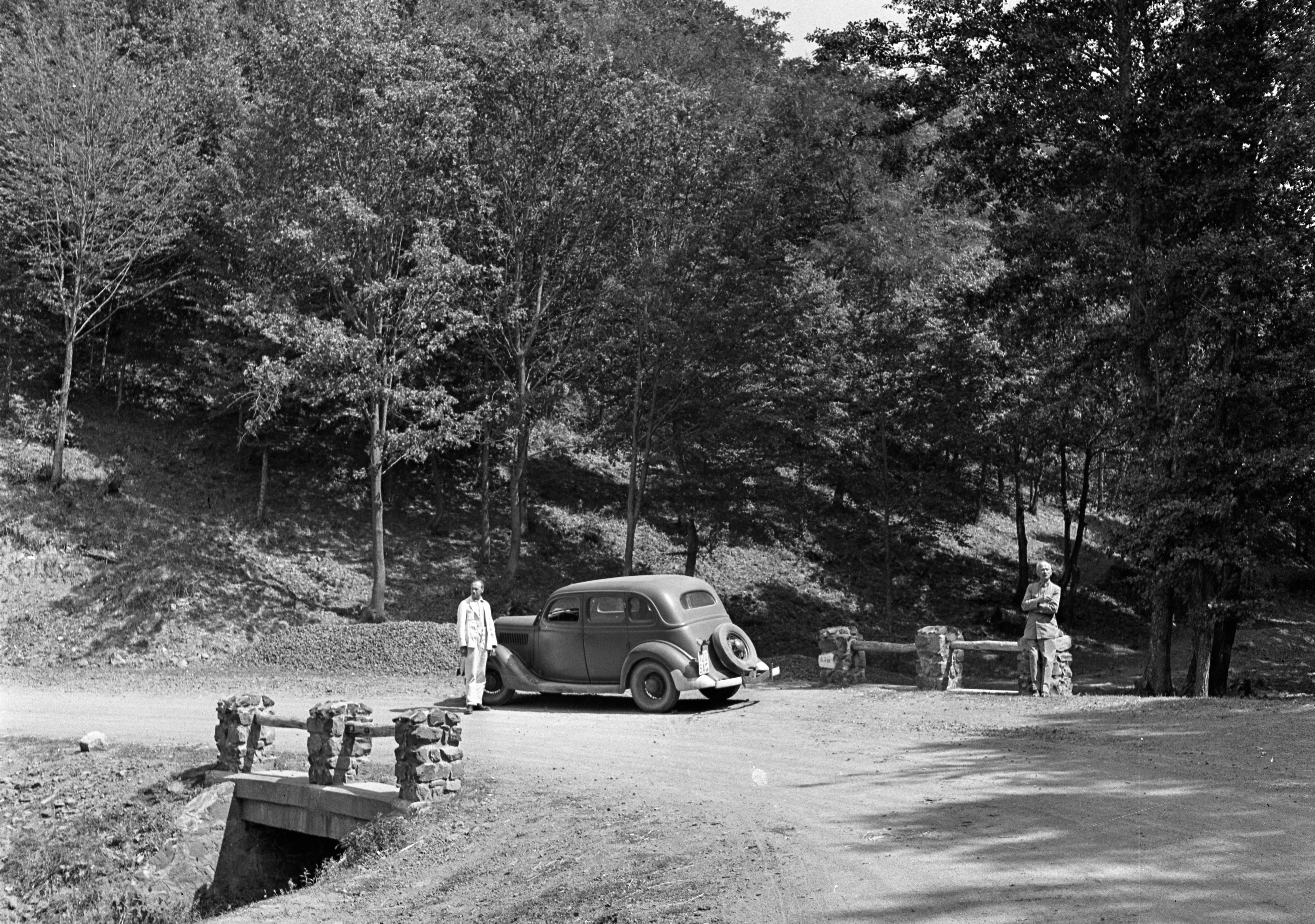
A Nagy-völgyi-patak feletti híd a település határában 1943-ban

Egyes források szerint Alsóhutát 1740-ben alapította a Csehországból bevándorolt, morva származású Dalmata Ferenc, aki először a Csörgő-patak felső szakaszánál épített üveghutát, majd később a lakosság áttelepült a Kövecses-patak völgyébe. Másik forrás szerint a pásztói ciszterci szerzetesekhez fűződik a település alapítása a 18. század második felében. A falu életének korai szakaszában a lakosság legnagyobb hányada fakitermeléssel és üvegfúvással foglalkozott. Az 1851-ben készült országos felmérés Alsóhutát mint Hasznoshoz tartozó telepítvényt említi, ebben az időszakban a lakosság már elérte a 224 főt, akik valamennyien római katolikus zsellérek voltak. A területet ekkor a Dessewfy család birtokolta, a lakosság már felhagyott az üvegfúvással és faeszközök készítéséből, valamint napszámos munkákból élt. A falut 1937-ben nevezték át Mátrakeresztesre, amikor a trianoni békediktátum után a Mátra fontosabb turisztikai szerepet kezdett kapni. A Magas-Mátra többi települése is hasonló névváltoztatáson esett át. A 20. században önálló településként működött, 1984-ben csatolták Pásztóhoz, a szomszédos Hasznossal együtt, jelenleg jogállását tekintve a város egyik városrésze.  

### 2005-ös árvíz

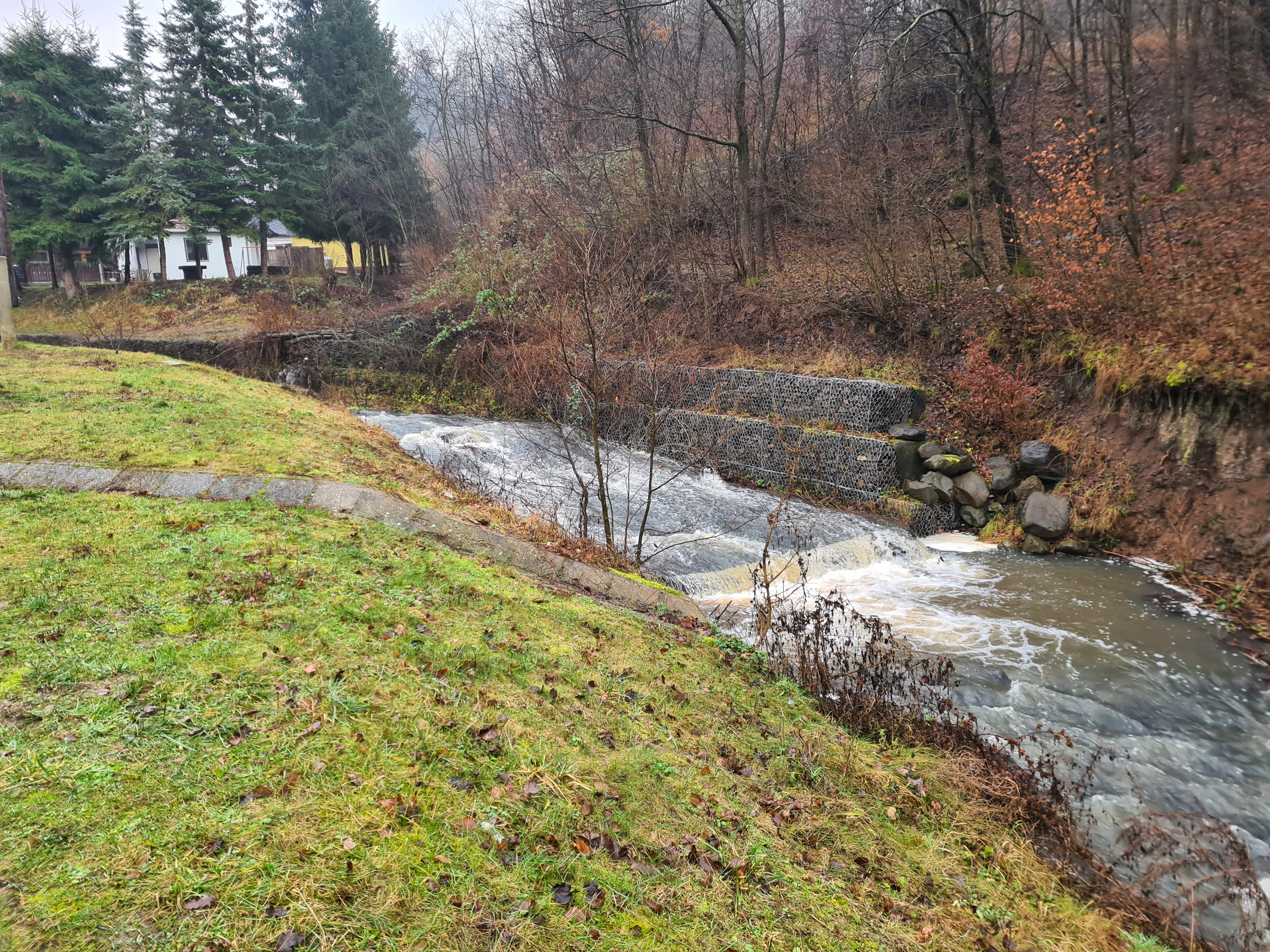
A Kövecses-patak Mátrakeresztesen

2005. április 20-án a hirtelen lezúduló csapadék hatására a falu patakjai megáradtak és elöntötték a települést. A katasztrófának nem volt halálos áldozata, azonban az épületek és az esztergaműhelyek jelentős része összedőlt vagy súlyosan megrongálódott és az út is komoly károsodást szenvedett. A becslések szerint több 100 millió forintnyi kár keletkezett. Kérdéses, hogy a falu fölött végzett tarvágásos erdőirtások mennyiben járultak hozzá a katasztrófához, a fák esetleg lassíthatták volna és egyenletesebben eloszthatták volna a lezúduló vízmennyiséget. A katasztrófa öröksége, hogy a Kövecses-patak Mátrakeresztes alatti szakasza a mai napig erősen szemetes, végig a patakparton sok a hulladék.

## Elhelyezkedés és környezet
Mátrakeresztes lényegében egyutcás falu, amely 2,5 km hosszan húzódik végig a Kövecses- és a Nagy-völgyi-patak mentén. A település délen a Heves vármegyei Gyöngyöspatával, Gyöngyösoroszival és Gyöngyöstarjánnal osztozik közös közigazgatási határon, míg keletre Mátraszentimre található. A lakosság legnagyobb része a völgy alján él, mintegy 400 m tengerszint feletti magasságon, míg a 440–460 m magasságban elhelyezkedő Békástói üdülőtelep nyaralóházakból áll és itt található a falu focipályája is. Mátrakeresztes első templomát egy erdészházból alakították át és a falu felső végén, az erdőszélen helyezkedett el. 2008-ban új, modern templom épült föl a település központjában és a korábbi kápolnát hotellé alakították át. A falun áthaladó Kékesi út a helyszínen rendszeresen megrendezett ralliversenyek miatt vált ismertté. A Mátrakeresztestől délre elhelyezkedő hegyek oldalában rétek húzódnak végig, amelyeken régebben legeltető állattartást folytattak. A környező erdőket elsősorban bükkfák, tölgyek és gyertyánok alkotják, az állatvilág jellegzetes képviselői a vaddisznók, őzek, szarvasok, valamint a patakvölgyek védett foltos szalamandrái. 2020-ban több alkalommal is feljegyezték medvék jelenlétét a környező erdőkben. A településtől északra található a fő turisztikai  látványosságok közé tartozó Csörgő-patak szurdoka, a sziklamászók kedvelt célpontjaként ismert Csóka-kő és Bárány-kő sziklafalai, valamint az amatőrcsillagászok egyik kedvenc észlelőhelyeként számon tartott  Ágasvári Turistaház is. A falutól délnyugatra található a közigazgatásilag már Gyöngyöspatához tartozó Hidegkúti Turistaház elnevezésű kulcsosház. A Mátrakeresztestől északnyugatra húzódó 764 m magas Nyikom gerincének tetején  2020-ban épült fel magánpénzből a különös, ,,kelet-európai fantasy" stílusú falfestményeivel ismertté vált Gortva-Jójárt kilátó. Az építmény szabadon látogatható.

## Fakanálkészítés

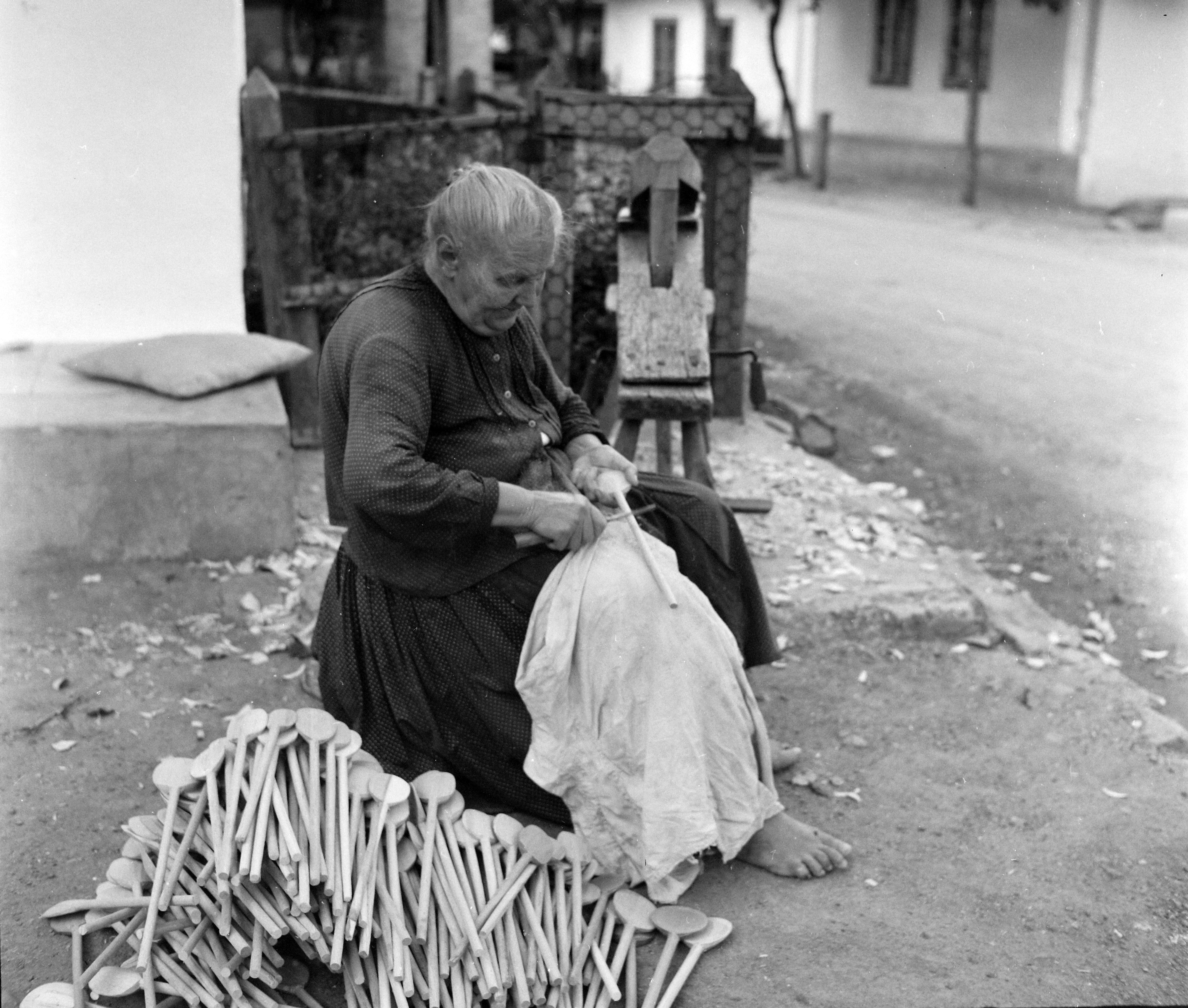
Fakanál készítő asszony Mátrakeresztesen 1968-ban

Alsóhuta, később Mátrakeresztes gazdasága alapítása óta a fából készült kézműves tárgyak készítésén alapul. A legjelentősebb és legnevezetesebb helyi termék a fakanál, az ország minden pontjára szállították a kereskedők a fontos konyhai eszközt. Az iparág napjainkban is élő gazdasági tevékenység, a környéken kitermelt keményfából készítik immár gépesítve a fatárgyakat. Számos helyi család tesz mellékjövedelemre szert a fakanálkészítésből. A mesterség fontos hagyomány, generációról generációra öröklődik.